# 霍爾格·赫韋格
霍爾格·赫韋格博士（英語：Holger H. Herwig，1941年9月25日—）是一位德國裔加拿大歷史學家和教授，撰寫了超過十本書籍，其中包括獲獎的《第一次世界大戰：德國與奧匈帝國，1914-1918》以及與理查德·F·漢密爾頓合著的《第一次世界大戰的起源》。他的研究重點是第一次世界大戰及德國的軍事和政治史。
赫韋格博士在卡爾加里大學擔任歷史學教授和加拿大軍事與戰略研究中心的加拿大研究主席。

## 早年生活和教育
赫韋格於1941年9月25日出生於德國漢堡。
1965年，他在不列顛哥倫比亞大學獲得文學學士學位；1967年，他在紐約州立大學石溪分校獲得碩士學位。1971年，他在紐約州立大學石溪分校獲得博士學位。。

## 職業生涯
從1971年到1989年，赫韋格在田納西州納什維爾的范德比尔特大学任教。從1985年開始的一年中，他擔任羅德島州紐波特的海軍戰爭學院的戰略學客座教授。
1991年，他成為卡爾加里大學歷史系系主任，並一直擔任此職位至1996年。1998年，赫韋格在弗吉尼亞州的威廉與瑪麗學院擔任安德里亞和查爾斯·布朗夫曼猶太研究傑出客座教授。
他是加拿大皇家學會的會員。
赫韋格撰寫和合著了十多本書籍，他的許多書籍被翻譯成中文、捷克語、德語、波蘭語、葡萄牙語、塞爾維亞-克羅埃西亞語和西班牙語。他的研究興趣包括德國帝國歷史、德國軍事史、德國政治和德國外交史以及戰略研究。軍事外交史和歐洲是他的專業領域。
赫韋格與合著者大衛·伯庫森共同撰寫了《致命的海洋：俾斯麥號的毀滅》和《華盛頓的一個聖誕節》。前者引起了電影製片人詹姆斯·卡梅隆的注意。伯庫森和赫韋格共同為探索頻道製作了《詹姆斯·卡梅隆的探險：俾斯麥號》。赫韋格與伯庫森合作的其他電視項目包括《致命的海洋》（1998年）、《諾曼底的謀殺》（1999年）和《自由的強行進軍》（2001年）。

## 出版物
- 註：下列英文書名下方之中文書名為當前已出版的中譯本（未涵蓋著作的再版版本）。

- Holger H. Herwig. . 2016 （英语）.
- Holger H. Herwig, David J. Bercuson. . 2012. ISBN 9781770870949 （英语）.
- Holger H. Herwig. . 2011. ISBN 9780812978292 （英语）.
- Holger H. Herwig. . 2009. ISBN 9780786441419 （英语）.
- Holger H. Herwig, Richard F. Hamilton. . 2009. ISBN 9780521110969 （英语）.
- Holger H. Herwig, Christon Archer, John Ferris, Tim Travers. . 2008. ISBN 9780803219410 （英语）.
- Holger H. Herwig, David J. Bercuson. . 2006. ISBN 9781585678464 （英语）.
- Holger H. Herwig, David J. Bercuson, Lloyd James. . 2005. ISBN 9780786176281 （英语）.
- Holger H. Herwig, Richard F. Hamilton. . 2004. ISBN 9780521545303 （英语）.
- Holger H. Herwig, Richard F. Hamilton. . 2003. ISBN 9780521102186 （英语）.
- Holger H. Herwig. . 2003. ISBN 9780304363520 （英语）.
- Holger H. Herwig, David J. Bercuson. . 2001. ISBN 9781585671922 （英语）.
- Holger H. Herwig, William F. Sater. . 1999. ISBN 9780803223936 （英语）.
- Holger H. Herwig, Alan Mitchell, Theodore S. Hamerow. . 1999. ISBN 9780395961476 （英语）.
- Holger H. Herwig. . 1998. ISBN 9780679309277 （英语）.
- Holger H. Herwig. . 1997. ISBN 9780340573488 （英语）.
- Holger H. Herwig. . 1996. ISBN 978-0669416923 （英语）.
- Holger H. Herwig. . 1993. ISBN 978-0669218770 （英语）.
- Holger H. Herwig. . 1990. ISBN 9780669416923 （英语）.
- Wolfgang Wegener, Holger H. Herwig (Translator). . 1989. ISBN 9780870214899 （英语）.
- Holger H. Herwig. . 1987. ISBN 9780948660030 （英语）.
  - 赫韦格. . 人民出版社. 2021. ISBN 9787010224541 （中文）.
- Holger H. Herwig. . 1986. ISBN 9780691054834 （英语）.
- Holger H. Herwig, Neil M. Heyman. . 1982. ISBN 9780313213564 （英语）.
- Holger H. Herwig. . 1976. ISBN 9780316358903 （英语）.
- Holger H. Herwig. . 1973. ISBN 9780198225171 （英语）.

## 資料來源
1. 1 2  . University of Calgary: Centre for Military and Strategic Studies. University of Calgary.   [2015-12-29].
2. ↑  . Pritzker Military Museum & Library. Pritzker Military Museum & Library. 2010-04-06  [2015-12-29]. （原始内容存档于2024-08-04）.
3. 1 2 3 4 5 6 7 8   (PDF). University of South Florida: Department of History. University of South Florida.   [2015-12-29]. （原始内容 (PDF)存档于4 March 2016）.